# Білорусь на Паралімпійських іграх
Білорусь на Паралімпійських іграх вперше взяла участь окремою командою в 1994 році на зимових Іграх в Ліллехаммері і з тих пір бере участь на всіх літніх і зимових Іграх.
Білоруські спортсмени виграли 98 олімпійських медалей на літніх і 35 медалей на зимових Паралімпійських іграх. Таким чином, всього на Паралімпіадах було виграно 133 медалі, з них 44 - золоті, 43 - срібні і 46 - бронзових.

## Медальний залік

### Медалі на літніх Паралімпійських іграх
| Рік  | Золото | Срібло | Бронза | Всього | Місце |
| 1996 | 3      | 3      | 7      | 13     | 33    |
| 2000 | 5      | 8      | 10     | 23     | 28    |
| 2004 | 10     | 12     | 7      | 29     | 19    |
| 2008 | 5      | 7      | 1      | 13     | 21    |
| 2012 | 5      | 2      | 3      | 10     | 25    |
| 2016 | 8      | 0      | 2      | 10     | 19    |

### Медалі на зимових Паралімпійських іграх
| Рік  | Золото | Срібло | Бронза | Всього | Місце |
| 1994 | 0      | 0      | 0      | 0      | 25    |
| 1998 | 0      | 0      | 0      | 0      | 22    |
| 2002 | 1      | 1      | 0      | 2      | 16    |
| 2006 | 1      | 6      | 2      | 9      | 11    |
| 2010 | 2      | 0      | 7      | 9      | 9     |
| 2014 | 0      | 0      | 3      | 3      | 18    |
| 2018 | 4      | 4      | 4      | 12     | 8     |